# 説明写真
説明写真（せつめいしゃしん）とは、物事を視覚的にわかりやすく説明するために文章と組み合わせて用いる写真のこと。

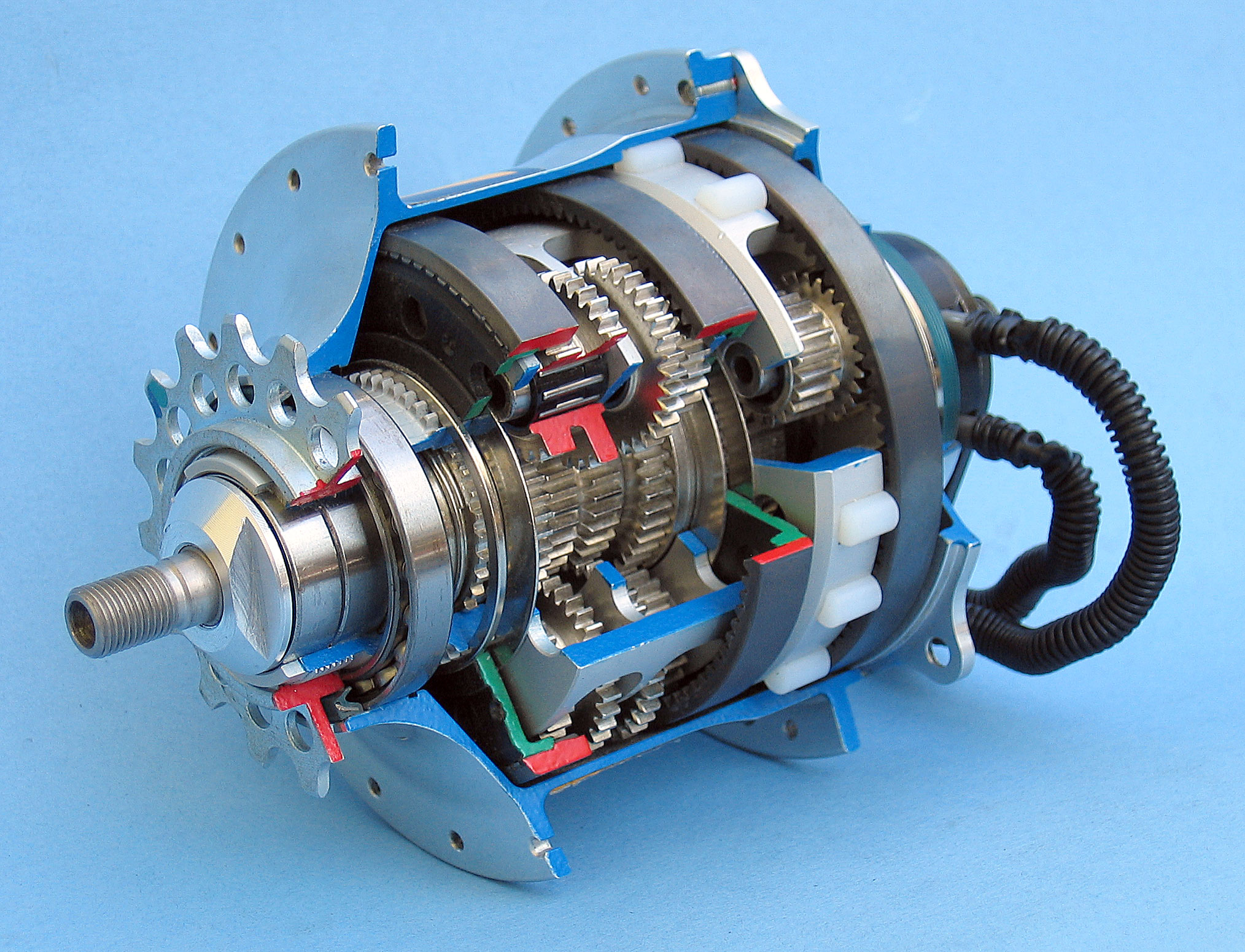
トランスミッションについて記述する際に用いる説明写真の例

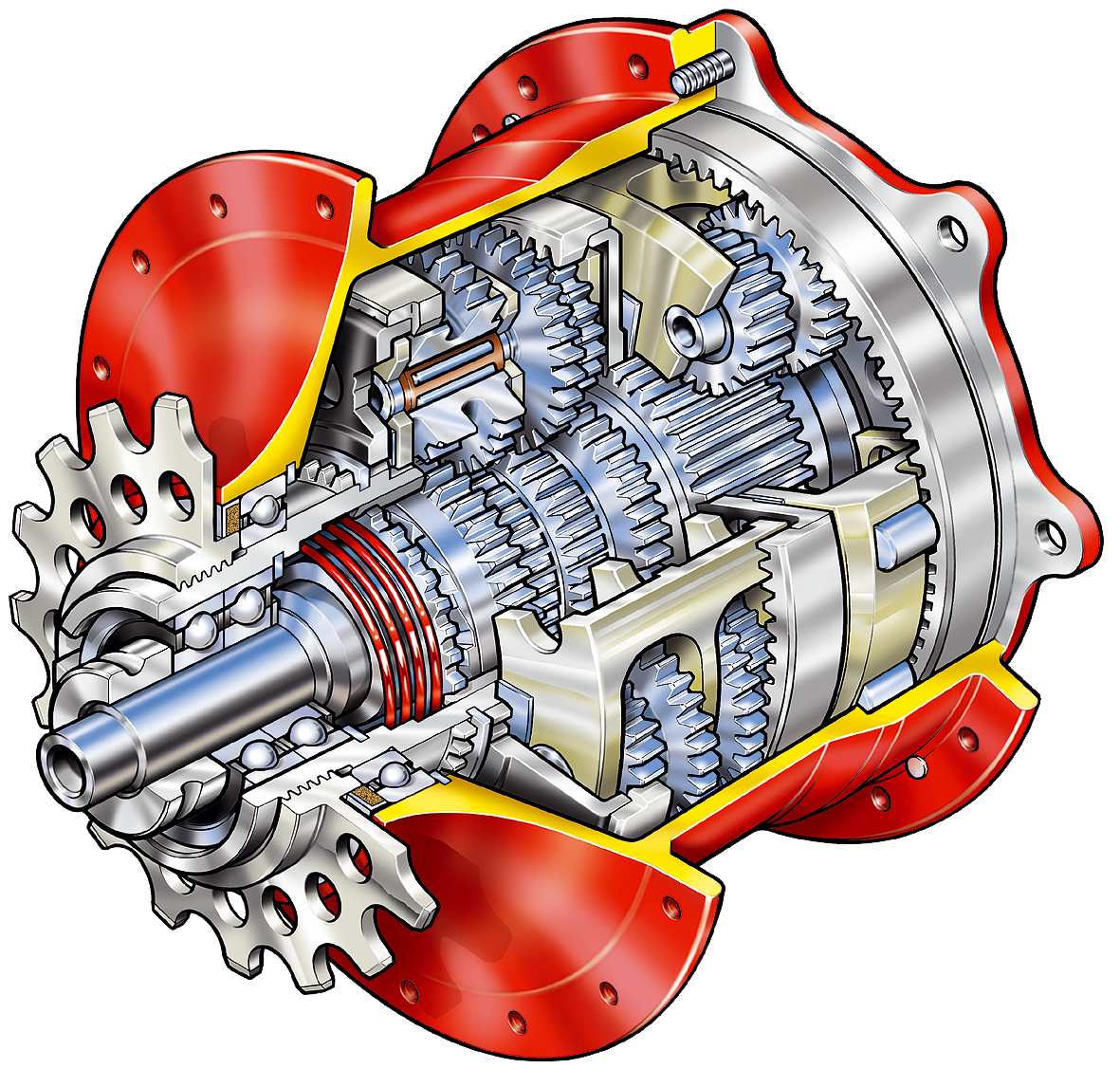
ほぼ同じ構図でイラストを用いた例 ボールベアリングなど写真では表現しにくい部分がはっきりと描かれており、不必要な部分は省略されている。

芸術性よりも、何らかの一般性をもった写真を用いる。説明に必要な部分が鮮明に写っていることが重視される。書籍、雑誌、マニュアルなどに利用される写真であり、本文と併用することで、内容を視覚的に分かりやすく説明し、理解を高めることを目的とした写真である。
不必要な部分を省略したい場合のほか、一般性を持たせにくい、構図がとりにくい、色彩や形状を強調したい場合には、図版（イラスト）を用いた方がより適切な場合がある。
撮影者の主観を反映させる芸術写真や、個人的な記録であるスナップ写真とは用途が異なるが、同じ写真を、用途、見方によって「説明写真」と「芸術・スナップ写真」のいずれにも解釈することは可能である。

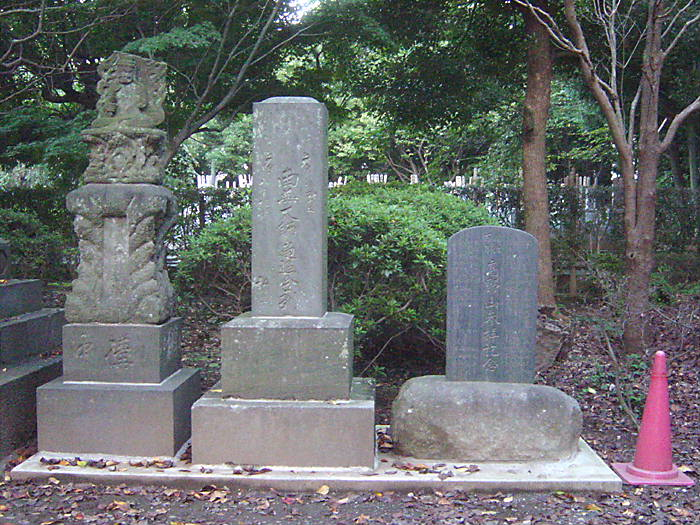
石碑の大きさを説明するため、カラーコーンを入れた説明写真 芸術写真としてはカラーコーンは余計であるが、「オレも仲間に入れてくれ」といった表題をつけると、一種の芸術写真になりうる。